# COSCO

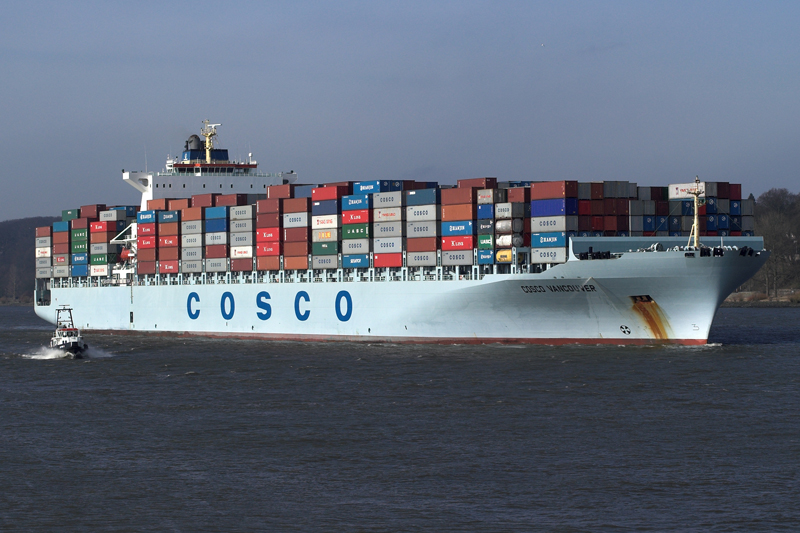
COSCO Vancouver

Tập đoàn Vận tải biển Trung Hoa còn được gọi là COSCO hay COSCO Group là công ty dịch vụ cung cấp hoạt động vận tải và hậu cần. Tập đoàn là một công ty thuộc sở hữu của Nhà nước Cộng hòa Dân chủ Nhân dân Trung Hoa. Trụ sở chính của nó nằm ở Ocean Plaza, Tây Thành, Bắc Kinh. COSCO sở hữu tới 130 (với công suất 600.000 TEU), hoạt động trên toàn thế giới. Đây là công ty lớn thứ 4 về số lượng tàu biển và thứ 9 về tổng sản lượng container vận chuyển trên thế giới.
Đây là đơn vị vận chuyển hàng rời và khô lớn nhất Trung Quốc và là một trong những nhà khai thác vận tải hàng rời lớn nhất thế giới. Ngoài ra, COSCO cũng chính là hãng vận tải lớn nhất ở Trung Quốc.

## Công ty con
COSCO có bảy công ty con niêm yết chứng khoán và có hơn 300 công ty con trong và ngoài nước, cung cấp dịch vụ trong giao nhận vận tải, đóng tàu, sửa chữa tàu biển, vận hành thiết bị bốc dỡ, sản xuất container, thương mại, tài chính, bất động sản và công nghệ thông tin. Tập đoàn sở hữu và khai thác một đội khoảng 550 tàu, với tổng công suất thực lên đến 30 triệu tấn trọng tải (DWT).
Có bảy công ty niêm yết trên thị trường chứng khoán bao gồm:
- Hồng Kông: COSCO Pacific
- Hồng Kông: COSCO International Holdings
- Hồng Kông: COSCO Trung Quốc (Cổ phiếu H)
- Thượng Hải: COSCO Trung Quốc (cổ phiếu thường)
- Thâm Quyến: Công ty Vận tải Container Hàng hải Quốc tế Trung Quốc (CIMC) (Cả cổ phiếu thường và cổ phiếu B)
- Singapore: Tổng công ty COSCO Singapore
- Nhật Bản: Công ty COSCO Container Lines Nhật Bản